# Le Marchand de Venise (film, 2004)
Cet article concerne le film de Michael Radford. Pour le film de Pierre Billon, voir Le Marchand de Venise.
Pour les articles homonymes, voir Le Marchand de Venise et Le Marchand de Venise (homonymie).
Pour plus de détails, voir Fiche technique et Distribution.
Le Marchand de Venise (William Shakespeare's, The Merchant of Venice) est un film américano-italo-anglo-luxembourgeois de Michael Radford sorti en 2004, et une adaptation de la pièce éponyme de William Shakespeare écrite entre 1596 et 1598. Le film suit la vie des quatre personnages principaux au travers de leurs dessins propres et de leurs interactions. Si le film est fidèle au texte original, l'antisémitisme de l'époque de Shakespeare a toutefois été atténué pour être compris des spectateurs ne connaissant pas le contexte historique du Marchand de Venise.
Cette nouvelle version, sortie en 2004 au Royaume-Uni, est destinée à une diffusion cinématographique. Elle suit de près le texte originel qui n'a que peu été remanié par le réalisateur Michael Radford.

## Synopsis
La scène se déroule dans la capitale de la république de Venise ; Venise et à Belmonte Calabro, où réside Portia. Le personnage de Bassanio, doit, afin de demander sa main, passer une épreuve imposée par le défunt père de Portia et réunir 3 000 ducats pour financer son voyage. Il demande à son ami, le marchand Antonio de les lui prêter. Cependant, comme tous les navires de ce dernier sont en mer, Antonio emprunte la somme à un usurier juif, Shylock en échange d'un contrat particulier. Shylock, qui déteste Antonio (qui prête sans usure à ses amis et le malmène constamment) lui impose une condition : en cas de défaut de paiement, Shylock sera libre de prélever une livre de chair sur Antonio. Antonio signe et la quête de Bassanio débute. Le film débute avec un texte et un montage de la façon dont la communauté juive est maltraitée par la population chrétienne de Venise. L'un des derniers plans du film attire également l'attention sur le fait que, comme n'étant plus juif, Shylock est chassé par sa propre communauté et n'est plus autorisé à vivre dans le ghetto de Venise.

## Fiche technique
- Titre original : William Shakespeare's, The Merchant of Venice
- Titre français : Le Marchand de Venise
- Réalisation : Michael Radford
- Scénario : Michael Radford (adaptation), d'après la pièce de William Shakespeare
- Costumes : Sammy Sheldon
- Photographie : Benoît Delhomme
- Montage : Lucia Zucchetti
- Musique : Jocelyn Pook
- Production : Cary Brokaw, Michael Cowan, Jason Piette, Barry Navidi, Luciano Martino
- Sociétés de production : Avenue Pictures Productions (États-Unis), Immagine e Cinema (Italie), Film Fund Luxembourg, Movision (Royaume-Uni), Navidi-Wilde Productions (Royaume-Uni), Spice Factory (Royaume-Uni), UK Film Council (Royaume-Uni), 39 McLaren St. Sydney (États-Unis), Rough Diamond Productions (États-Unis), Dania Film (Italie), Istituto Luce (Italie), Delux Productions (Luxembourg),
- Société de distribution : Sony Pictures Classics
- Budget : 30 000 000 $[1]
- Pays d'origine :  États-Unis,  Italie,  Luxembourg,  Royaume-Uni
- Langue originale : anglais
- Format : couleurs — 35 mm — 2,35:1 — son Dolby Digital
- Genre : drame
- Durée : 138 minutes
- Date de sortie :
  - États-Unis :3 septembre 2004

## Les personnages
- Jeremy Irons : Antonio, le « marchand de Venise », protecteur de Bassanio
- Joseph Fiennes : Bassanio, protégé d’Antonio, prétendant puis époux de Portia
- Tony Schiena : Leonardo, son serviteur
- Charlie Cox : Lorenzo, ami de Bassanio, amoureux de Jessica
- Kris Marshall : Gratiano, personnage jovial, ami des précédents
- Al Pacino (VF : Patrick Descamps) : Shylock, vieil usurier juif
- Zuleikha Robinson : Jessica, sa fille, amoureuse du chrétien Lorenzo
- Mackenzie Crook : Lancelot Gobbo, son serviteur avant de devenir celui de Lorenzo
- Lynn Collins : Portia, maîtresse de Bassanio
- Heather Goldenhersh : Nerissa, sa dame de compagnie
- Allan Corduner : Tubal (en)
- David Harewood : Prince du Maroc, prétendant à la main de Portia

## Le personnage de Shylock et l'antisémitisme européen auXVIesiècle

### Shylock dans le film
Interprété par Al Pacino, le juif Shylock apparaît comme le personnage principal du film, tout comme dans la pièce, il conserve le caractère antipathique et l'esprit de vengeance légitime envers ceux qui l'ont molesté toute sa vie au sein de la société vénitienne.; cependant le film ne montre pas seulement Shylock comme un scélérat, mais en partie aussi comme une victime.
Il se trouve, à la fin du film, obligé de se convertir au christianisme, ruiné et chassé par la communauté juive de Venise. Accablé par la fuite de sa fille avec un chrétien, son désir de vengeance inassouvi, ayant perdu tous ses biens qui constituaient son outil de travail ; Shylock est le seul personnage dont les desseins n'ont pas été atteints.
Al Pacino avait déjà interprété le personnage d'Hérode dans la pièce d'Oscar Wilde : Salomé (Wilde), et démontré plusieurs fois son attrait pour l'œuvre de William Shakespeare; il avait ainsi réalisé Looking for Richard, un essai cinématographique fortement documenté autour de l'œuvre du dramaturge The Life and Death of Richard the Third.

#### La tirade de Shylock

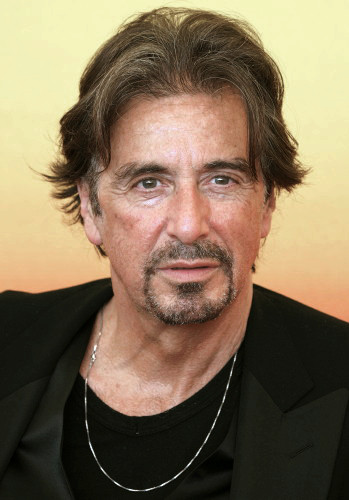
Al Pacino, qui joue le rôle de Shylock.

Shakespeare a mis l'un de ses discours les plus éloquents dans la bouche de Shylock :

« Un Juif n'a-t-il pas des yeux ? Un Juif n'a-t-il pas des mains, des organes,
des dimensions, des sens, de l'affection, de la passion ; nourri avec
la même nourriture, blessé par les mêmes armes, exposé
aux mêmes maladies, soigné de la même façon,
dans la chaleur et le froid du même hiver et du même été
que les Chrétiens ? Si vous nous piquez, ne saignons-nous pas ?
Si vous nous chatouillez, ne rions-nous pas ? Si vous nous empoisonnez,
ne mourons-nous pas ? Et si vous nous bafouez, ne nous vengerons-nous pas ? »

— William Shakespeare, Le Marchand de Venise, acte III, scène 1

### L'antisémitisme en Europe
Pendant les années 1600 à Venise et dans certaines autres cités, les juifs devaient porter un chapeau rouge en public afin de s'assurer que l'on puisse les identifier facilement. S'ils ne respectaient pas cette règle, ils risquaient la peine de mort. 
La société vénitienne et ses rapports avec les juifs est dépeinte dans le film au travers de diverses catégories de personnes :
le peuple vénitien qui méprise les juifs, le pouvoir qui les laisse vaquer à leurs activités financières, et les religieux qui veulent les châtier pour prêter à usure.

#### L'antisémitisme en Angleterre
La société anglaise de l'époque d'Élisabeth Ire d'Angleterre a été décrite comme antisémite. Les juifs d'Angleterre avaient été expulsés dès le Moyen Âge et n'ont été autorisés à revenir que par l'abolition d'un décret de 1290 par Oliver Cromwell, et ce, seulement en 1656, mais subissaient encore les moqueries et l'antipathie des sociétés auxquelles ils étaient confrontés. Les juifs ont souvent été présentés à l'époque de Shakespeare, comme hideux, au nez crochu, usuriers cupides et pactisant avec le malin.

## Accueil

### Accueil critique
Sur l'agrégateur américain Rotten Tomatoes, le film récolte 71 % d'opinions favorables pour 127 critiques. Sur Metacritic, il obtient une note moyenne de 63⁄100 pour 35 critiques.

## Distinctions

### Nominations
- British Academy Film Award des meilleurs costumes en 2005.
- Prix David di Donatello du meilleur film européen en 2005.
- London Critics Circle Film Award du réalisateur britannique de l'année en 2005.
- Satellite Award du meilleur acteur dans un second rôle (Joseph Fiennes) en 2005.
- Satellite Award de la meilleure actrice dans un second rôle (Lynn Collins) en 2005.
- Satellite Award du meilleur film en 2005.

### Récompenses
- Ruban d'argent du meilleur scénario du Italian National Syndicate of Film Journalists pour la production en 2006.